# 몽실언니 (드라마)
《몽실언니》는 1990년 9월 1일부터 같은 해 12월 30일까지 방영되었던 문화방송 주말연속극이다.
권정생 동화작가의 소년 소설 《몽실언니》를 원작으로 극화하였다.

## 소개
시대적으로, 가정적으로 남보다 더 큰 시련과 고난을 겪으면서도 늘 따뜻한 애정과 희망을 가지고 살았던 한 어린 소녀의 삶을 그린 드라마.
일제강점기부터 해방 뒤의 혼란에 6.25 전쟁의 와중에서 가난을 이기지 못한 어머니의 개가와 두 동생 종국, 종식하고의 생이별, 6.25에 참전한 아버지의 부상 등을 겪는 몽실이는 힘든 삶을 산다.

## 등장 인물
- 한진희(정만석) : 몽실 부
- 이경진(밀양댁) : 몽실 모
- 임은지(정몽실)
- 박인환(김 씨)
- 이혜숙(몽실 새어머니)
- 임동진
- 여운계
- 나문희
- 김석옥
- 김인문
- 박영지
- 최은숙
- 이재석
- 천양덕
- 신복숙
- 문용민
- 김미정

## 특이사항
- 1990년 12월 15일 - 5시부터 특별기획 《어린이에게 새생명을》편성에 따라[1] 《제시카의 추리극장》《유쾌한 스튜디오》《토요일! 토요일은 즐거워》와 동시 결방
- 1990년 12월 16일 - 7시부터 31~32회 연속 편성됐으며 이 과정에서 《내 친구 깨치》(4시 20분 -> 3시 10분) 《퀴즈아카데미》(5시 10분 -> 4시) <뉴스>(5시 -> 4시 55분) 《일요일 일요일 밤에》(6시 5분 -> 5시 5분) 《우정의 무대》(7시 -> 6시 5분) 시간대 변경